# NGC 411
NGC 411 is een open sterrenhoop in de Kleine Magelhaense wolk, die zich bevindt in het sterrenbeeld Toekan. Het hemelobject werd in 1826 ontdekt door de Schotse astronoom James Dunlop.

## Synoniem
- ESO 51-SC19